# Tuskarorowie
Tuskarorowie („zbieracze konopi”) – północnoamerykańscy Indianie z irokeskiej grupy językowej, zamieszkujący północno-wschodnią część Stanów Zjednoczonych oraz Ontario w Kanadzie. Od początku XVIII w. członek Konfederacji Irokezów.